# يوجين فون لوميل
يوجين فون لوميل (بالألمانية: Eugen von Lommel)‏ (و. 1837 – 1899 م) هو فيزيائي، وأستاذ جامعي من ألمانيا . ولد في إدنكوبن .
توفي في ميونخ ، عن عمر يناهز 62 عاماً.

## مناصب وهيئات
أدار جامعة لودفيغ ماكسيميليان في ميونخ، وجامعة إرلنغن نورنبيرغ.